# Тивензи
Тивензи (пол. Tywęzy, нім. Tiefensee) — село в Польщі, у гміні Дзежґонь Штумського повіту Поморського воєводства.
Населення — 146 осіб (2011).
У 1975-1998 роках село належало до Ельблонзького воєводства.

## Демографія
Демографічна структура станом на 31 березня 2011 року:
|          | Загалом | Допрацездатний вік | Працездатний вік | Постпрацездатний вік |
| -------- | ------- | ------------------ | ---------------- | -------------------- |
| Чоловіки | 71      | 17                 | 48               | 6                    |
| Жінки    | 75      | 19                 | 43               | 13                   |
| Разом    | 146     | 36                 | 91               | 19                   |